# Bric Tencione
Il Bric Tencione (1.191 m s.l.m.) è una montagna delle Prealpi Liguri (nella sezione alpina Alpi Liguri); si trova al confine tra la provincia di Cuneo e quella di Savona.

## Descrizione

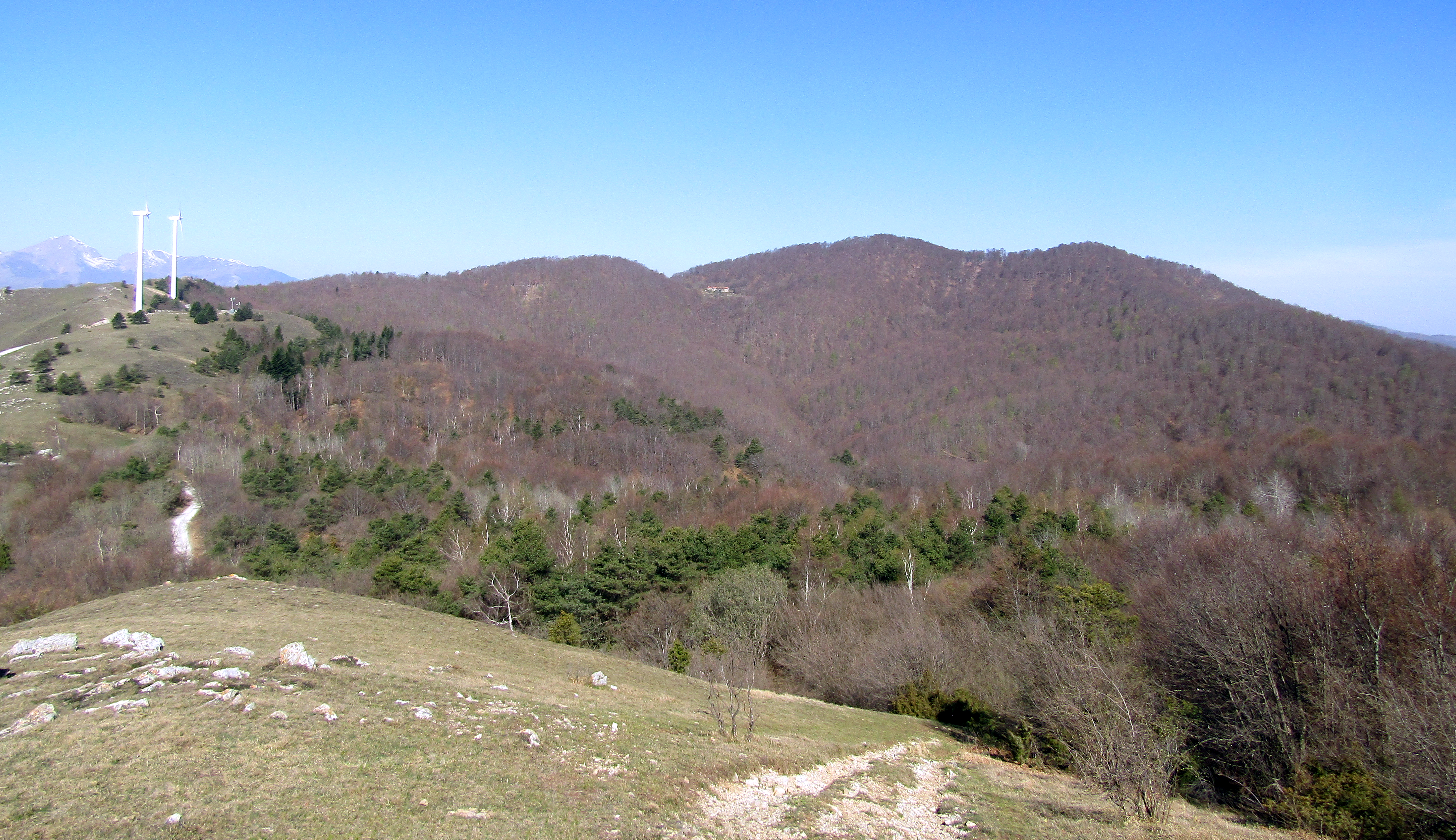
Il Bric Tencione (al centro) visto dalle pendici del Monte Lingo, alla sua destra i Groppi

La montagna è collocata sulla catena principale alpina; verso nord-ovest questa prosegue con il Monte Cianea, mentre a sud-est lo spartiacque principale collega il Bric Tencione con il Monte Lingo tramite il Bric Schenasso, nei pressi del quale sorgono due grandi pale eoliche. Dalla cima del Bric Tencione si stacca verso nord est un brevissimo crinale che lo collega con una anticima chiamata "Groppi" (1175 m). Da questa si dipartono due creste, una che divide il vallone del rio Nero e da quello del rio di Brigneta, l'altra che divide quest'ultimo da un terzo vallone, quello del rio Muschieto. Si tratta di piccoli corsi d'acqua tributari in sinistra idrografica della Bormida di Millesimo.
Da un punto di vista idrografico per la montagna passa lo spartiacque tra i bacini del Neva (a sud) e della Bormida di Millesimo, mentre da quello amministrativo transita il confine tra i comuni di Garessio e di Bardineto. Ad est del Bric Tencione il confine tra la Liguria e il Piemonte si stacca in modo stabile dal crinale padano-ligure mantenendosi sempre sul lato padano fino alla zona del Monte Antola, dove il territorio della Regione Piemonte raggiungerà nuovamente lo spartiacque. Sulla cima, dalla quale la fitta vegetazione arborea impedisce allo sguardo di spingersi lontano, sorge un rustico ometto in pietre.

## Geologia
Il Bric Tencione è noto ai geologi per l'affioramento in superficie di una estesa serie di tufi e rocce effusive permiane, in particolare porfidi quarziferi, risalenti all'orogenesi ercinica.

## Storia
Nel corso delle Guerre rivoluzionarie francesi la zona del Bric Tencione venne coinvolta dagli scontri tra l'esercito francese e le truppe austro-piemontese, in particolare durante la Battaglia di Loano. In questa occasione l'armata francese si era attestata nei pressi della cascina Dondella mentre i militari piemontesi tenevano la cima del Bric Tencione.

## Accesso alla cima

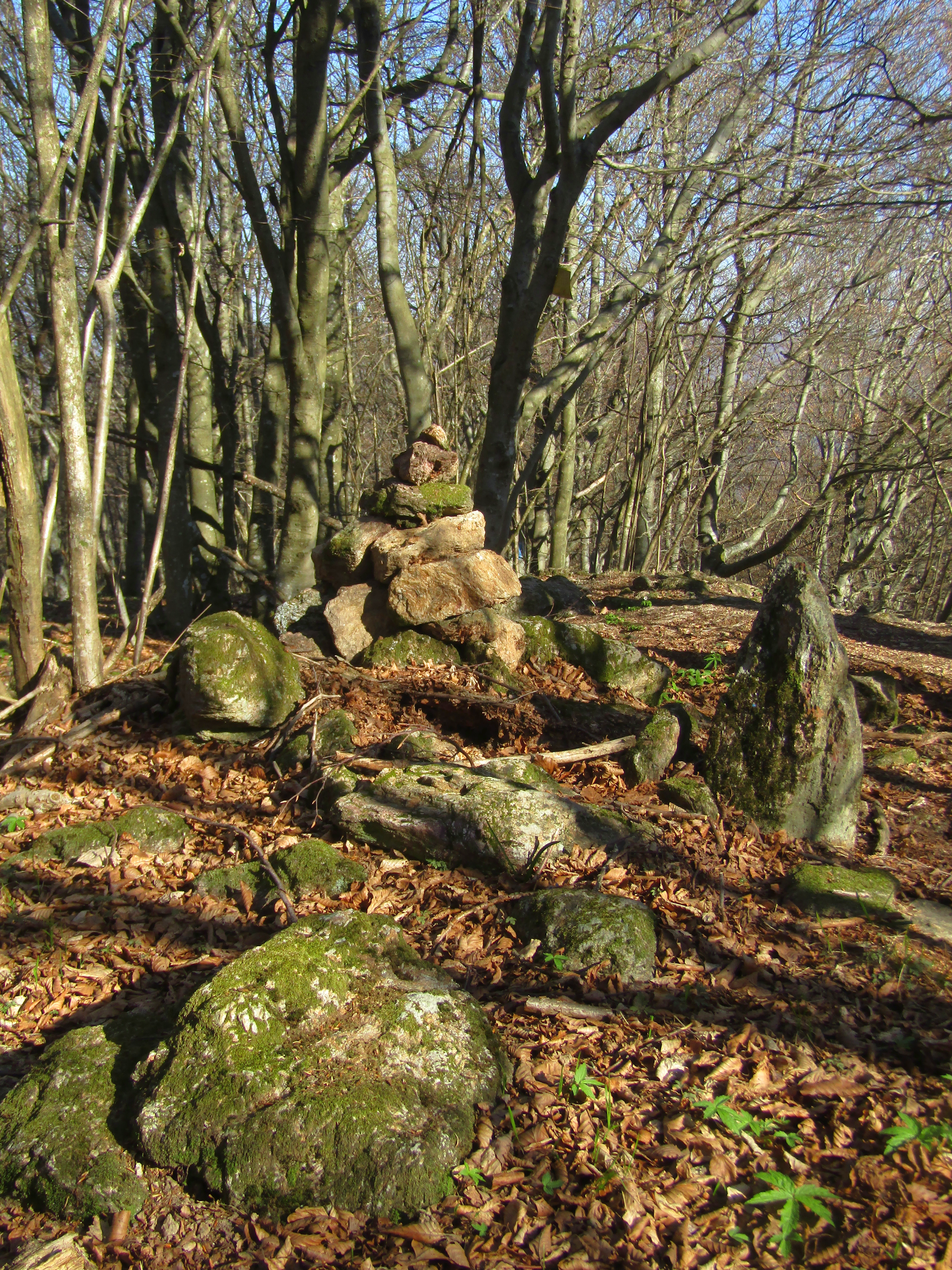
L'ometto sulla cima

Si può salire al Bric Tencione da Bardineto per piste forestali e sentieri, oppure percorrendo il crinale padano-ligure fino alla località Dondella e salendo poi alla cima per una pista forestale e un tratto di sentiero. Si tratta di itinerari di una difficoltà escursionistica E. Sul versante della montagna affacciato verso il Mar Ligure passa a mezza costa la tappa dell'Alta Via dei Monti Liguri, che collega i colle San Bernado e Scravaion..